# NSWRL 1950
Die NSWRL 1950 war die 43. Saison der New South Wales Rugby League Premiership, der ersten australischen Rugby-League-Meisterschaft. Den ersten Tabellenplatz nach Ende der regulären Saison belegten die South Sydney Rabbitohs. Diese gewannen im Finale 21:15 gegen die Western Suburbs Magpies und gewannen damit zum zwölften Mal die NSWRL.

## Tabelle
|      | Team                          | Spiele | Siege | Unent. | Ndlg. | Spiel- punkte | Diff. | Tabellen- punkte |
| ---- | ----------------------------- | ------ | ----- | ------ | ----- | ------------- | ----- | ---------------- |
| 01.  | South Sydney Rabbitohs        | 18     | 14    | 0      | 4     | 323:228       | + 95  | 28               |
| 02.  | Balmain Tigers                | 18     | 12    | 2      | 4     | 255:208       | + 47  | 26               |
| 03.  | Newtown Jets                  | 18     | 11    | 2      | 5     | 347:269       | + 78  | 24               |
| 04.  | Western Suburbs Magpies       | 18     | 10    | 2      | 6     | 307:259       | + 48  | 22               |
| 05.  | St. George Dragons            | 18     | 9     | 3      | 6     | 336:261       | + 75  | 21               |
| 06.  | Canterbury-Bankstown Bulldogs | 18     | 9     | 0      | 9     | 296:277       | + 19  | 18               |
| 07.  | Eastern Suburbs               | 18     | 7     | 0      | 11    | 237:345       | - 108 | 14               |
| 08.  | Manly-Warringah Sea Eagles    | 18     | 6     | 0      | 12    | 231:293       | - 62  | 12               |
| 09.  | Parramatta Eels               | 18     | 3     | 3      | 12    | 203:296       | - 93  | 9                |
| 010. | North Sydney Bears            | 18     | 3     | 0      | 15    | 258:357       | - 99  | 6                |

## Playoffs

### Halbfinale
| 2. September | South Sydney Rabbitohs | 30 : 4 | Newtown Jets | Sydney Cricket Ground, Sydney Zuschauer: 33.514 Schiedsrichter: George Bishop |
| 2. September | Bericht                |        |              | Sydney Cricket Ground, Sydney Zuschauer: 33.514 Schiedsrichter: George Bishop |

| 9. September | Western Suburbs Magpies | 28 : 10 | Balmain Tigers | Sydney Sports Ground, Sydney Zuschauer: 33.542 Schiedsrichter: Tom McMahon Jr. |
| 9. September | Bericht                 |         |                | Sydney Sports Ground, Sydney Zuschauer: 33.542 Schiedsrichter: Tom McMahon Jr. |

### Grand Final
| 16. September | South Sydney Rabbitohs                                                                       | 21 : 15         | Western Suburbs Magpies                                         | Sydney Sports Ground, Sydney Zuschauer: 32.373 Schiedsrichter: Tom McMahon Jr. |
| 16. September | Versuche: Graves (2), Smailes Erhöhungen: Purcell (3/3) Straftritte: Purcell (2), Graves (1) | (15:11) Bericht | Versuche: Holman Erhöhungen: Keato (1/1) Straftritte: Keato (5) | Sydney Sports Ground, Sydney Zuschauer: 32.373 Schiedsrichter: Tom McMahon Jr. |

| 1  | Clive Churchill  |
| 2  | Johnny Graves    |
| 3  | Kevin Woolfe     |
| 4  | Milton Atkinson  |
| 5  | Cliff Smailes    |
| 6  | Greg Hawick      |
| 7  | Bill Stewart     |
| 8  | Les Cowie        |
| 9  | Jack Rayner      |
| 10 | Bernie Purcell   |
| 11 | Ken MacReadie    |
| 12 | Ernest Hammerton |
| 13 | Denis Donoghue   |

| 1  | William Keato  |
| 2  | Jack Wall      |
| 3  | Dev Dines      |
| 4  | Jack Woods     |
| 5  | Jack Lackey    |
| 6  | Frank Stanmore |
| 7  | Keith Holman   |
| 8  | Peter McLean   |
| 9  | Don Milton     |
| 10 | Kevin Hansen   |
| 11 | Bill Horder    |
| 12 | Alan Hornery   |
| 13 | Don Stait      |